# جان امدیسن
جان امدیسن (انگلیسی: John Amdisen; ۸ ژوئیهٔ ۱۹۳۴ – ۱۴ ژانویهٔ ۱۹۹۷) بازیکن فوتبال اهل دانمارک بود. او در طول دوران باشگاهی خود برای آرهوس بازی می‌کرد.